# Drosáton (ort i Grekland)
Drosáton (Drosato) är en ort i Grekland.   Den ligger i prefekturen Nomós Kerkýras och regionen Joniska öarna, i den västra delen av landet, 400 km nordväst om huvudstaden Aten. Drosáton ligger 137 meter över havet och antalet invånare är 146. Den ligger på ön Korfu.
Terrängen runt Drosáton är kuperad åt sydost, men åt nordväst är den platt.Runt Drosáton är det ganska tätbefolkat, med 214 invånare per kvadratkilometer. Närmaste större samhälle är Agios Georgis, 3,3 km väster om Drosáton. I omgivningarna runt Drosáton växer i huvudsak blandskog.